# Castiglion Fiorentino
Castiglion Fiorentino település Olaszországban, Toszkána régióban, Arezzo megyében. Lakosainak száma 12 918 fő (2023. január 1.). Castiglion Fiorentino Arezzo, Cortona, Foiano della Chiana és Marciano della Chiana községekkel határos.

## Népesség
A település lakossága az elmúlt években az alábbi módon változott:
| Lakosok száma | 13 210 | 13 228 | 12 918 |
|               | 2017   | 2018   | 2023   |